# SUPERWOMAN
〈SUPERWOMAN〉(슈퍼우먼)은 2024년 3월 27일 앨범 WE UNIS의 수록곡으로, 걸그룹 유니스 싱글이다.
타이틀 SUPERWOMAN은 아프로비츠와 뭄바톤, 하우스 장르가 결합된 댄스곡으로, 누구든 원하면 언제든 스스로의 슈퍼우먼이 될 수 있다는 UNIS(유니스)의 당당하고도 사랑스러운 포부를 보여주는 곡이다.

## 수록곡
| 길이 | 제목       | 작사                              | 작곡                                                   | 편곡                                  |
| 3:08 | SUPERWOMAN | 문혜민, PAPERMAKER (WWWAVE, 림고) | PAPERMAKER (WWWAVE, DANI), Val del Prete (153/Joombas) | Arranged by PAPERMAKER (WWWAVE, DANI) |